# Cheek to Cheek Tour
Cheek to Cheek Tour — совместный концертный тур американского джазового певца Тони Беннетта и американской певицы Леди Гаги в поддержку их совместного джазового альбома Cheek to Cheek. Тур, который начался с двухдневного выступления в казино Cosmopolitan в Лас-Вегасе, породил в общей сложности 36 концертов в Европе и Северной Америке в течение первой половины 2015 года. Многие из концертов тура были частью музыкальных фестивалей, таких как Ravinia Festival, Copenhagen Jazz Festival, North Sea Jazz Festival, а также Gent Jazz Festival. Кассовые сборы тура составили 15,3 миллиона долларов с 27 концертов с общей посещаемостью в 176.267 человек.

## Предпосылки

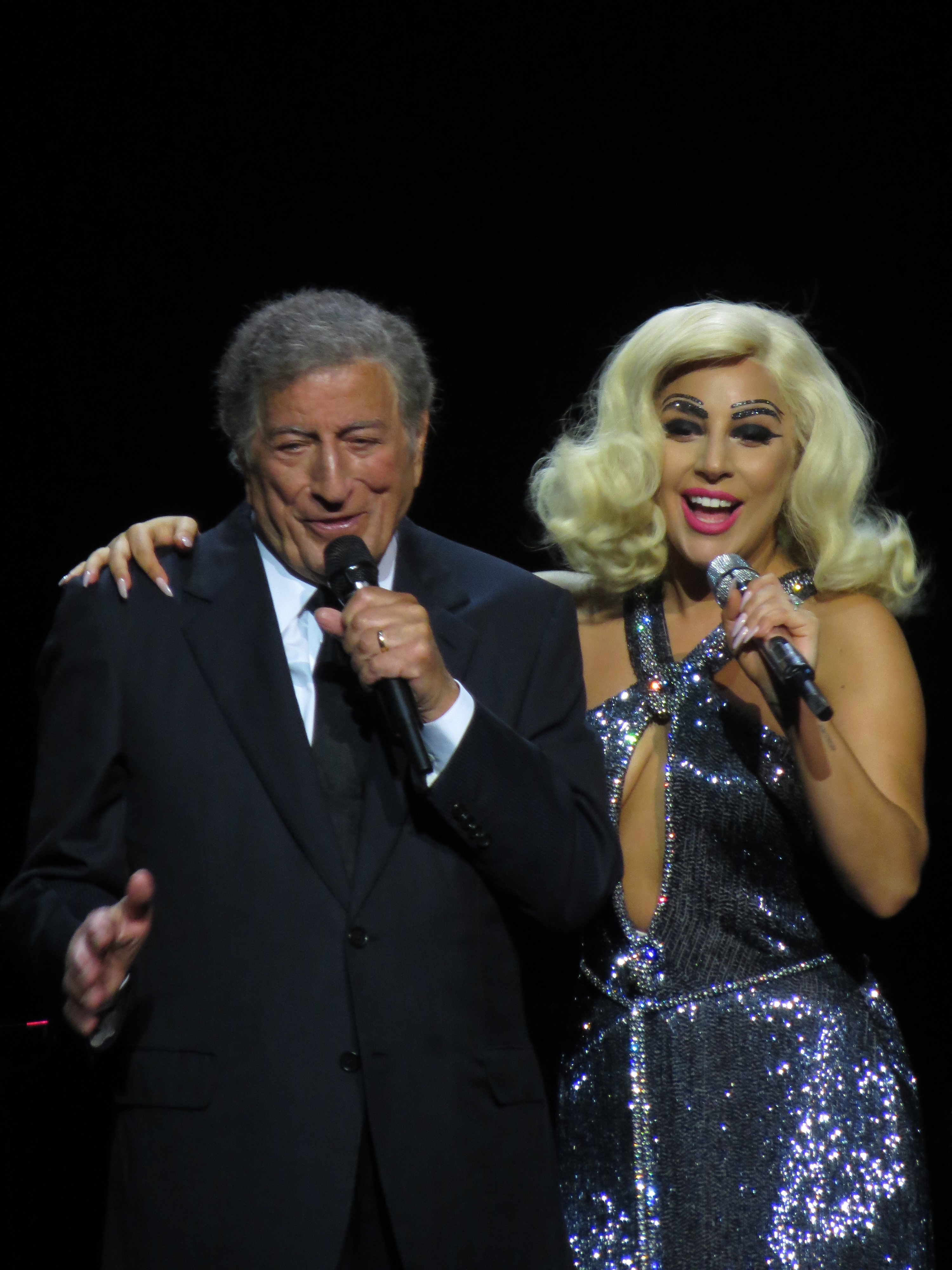
Беннетт и Гага выступают на одном из концертов в рамках турне.

В сентябре 2012 года Тони Беннетт подтвердил журналу Rolling Stone, что он запишет и выпустит джазовый альбом с певицей Леди Гагой. 29 июля 2014 года дуэт появился на шоу Today, чтобы официально объявить о выходе совместного альбома Cheek to Cheek, выход которого в Соединённых Штатах был намечен на 23 сентября 2014 года. После объявления об альбоме состоялся мини-концерт в Театре Rose Theater, что находится под покровительством Lincoln Center for the Performing Arts. Концерт под названием Tony Bennett and Lady Gaga: Cheek to Cheek Live! вышел в эфир на канале PBS 24 октября 2014 года, а DVD с выступлением был выпущен в 20 января 2015 года. В то же время Гага завершила своё мировое турне ArtRave: The Artpop Ball в поддержку своего третьего студийного альбома ARTPOP (2013); тур завершился 24 ноября 2014 года.
После продвижения Cheek to Cheek Беннетт подтвердил, что он с Гагой будут гастролировать на джазовых фестивалях в 2015 году, с целью продвижения альбома. По его словам, Гага устала от выступлений на больших площадках и хотела, чтобы тур прошёл на меньших аренах. Беннетт также объяснил, что он привык играть в акустических музыкальных залах и театрах на открытом воздухе, поэтому Гага рассматривала такие варианты.

## Сет-лист
Данный сет-лист был исполнен на концерте 19 июня 2015 года, и не исполнялся на каждом концерте точь-в-точь, как здесь.
1. «Anything Goes»
2. «Cheek to Cheek»
3. «They All Laughed»
4. «Stranger in Paradise» / «Sing, You Sinners» (Соло Беннетта)
5. «Nature Boy»
6. «The Good Life» (Соло Беннетта)
7. «Bang Bang (My Baby Shot Me Down)» (Соло Гаги)
8. «Bewitched, Bothered and Bewildered» (Соло Гаги)
9. «Firefly»
10. «Smile» / «When You're Smiling» (Соло Беннетта)
11. «For Once in My Life» (Соло Беннетта)
12. «I Won't Dance»
13. «The Lady's in Love with You»
14. «(In My) Solitude»
15. «I Can’t Give You Anything But Love»
16. «Lush Life» (Соло Гаги)
17. «I've Got the World on a String» / «In the Wee Small Hours of the Morning» (Соло Беннетта)
18. «How Do You Keep the Music Playing?» (Соло Беннетта)
19. «Let's Face the Music and Dance»
20. «Ev'ry Time We Say Goodbye» (Соло Гаги)
21. «Who Cares?» (Соло Беннетта)
22. «I Left My Heart in San Francisco» (Соло Беннетта)
23. «But Beautiful»
24. «The Lady Is a Tramp»

На бис
1. «It Don't Mean a Thing (If It Ain't Got That Swing)»

- С 30 декабря по 29 июля песни «Watch What Happens» и «Steppin' Out with My Baby» не исполнялись.
- 26 мая была исполнена песня «New York, New York».
- «La Vie en rose» была добавлена в сет-лист 30 мая.[7]
- С 8 июня по 6 июля Беннетт сольно исполнял «Fly Me to the Moon».
- С 8 июня по 27 июля исполнялась песня «Stranger in Paradise».

## Концерты
| Дата             | Город            | Страна           | Место проведения                 |                  |                  |                  |
| Северная Америка | Северная Америка | Северная Америка | Северная Америка                 | Северная Америка | Северная Америка | Северная Америка |
| ---------------- | ---------------- | ---------------- | -------------------------------- | ---------------- | ---------------- | ---------------- |
| 30 декабря 2014  | Лас Вегас        | США              | The Chelsea Theater              |                  |                  |                  |
| 31 декабря 2014  | Лас Вегас        | США              | The Chelsea Theater              |                  |                  |                  |
| 8 февраля 2015   | Лос Анджелес     | США              | The Wiltern                      |                  |                  |                  |
| 10 апреля 2015   | Лас Вегас        | США              | The AXIS                         |                  |                  |                  |
| 11 апреля 2015   | Лас Вегас        | США              | The AXIS                         |                  |                  |                  |
| 23 апреля 2015   | Остин            | США              | ACL Live at Moody Theater        |                  |                  |                  |
| 24 апреля 2015   | Те-Вудлендс      | США              | Cynthia Woods Mitchell Pavilion  |                  |                  |                  |
| 26 апреля 2015   | Новый Орлеан     | США              | Fair Grounds Race Course         |                  |                  |                  |
| 25 мая 2015      | Ванкувер         | Канада           | Queen Elizabeth Theatre          |                  |                  |                  |
| 26 мая 2015      | Ванкувер         | Канада           | Queen Elizabeth Theatre          |                  |                  |                  |
| 28 мая 2015      | Конкорд          | США              | Concord Pavilion                 |                  |                  |                  |
| 30 мая 2015      | Лос Анджелес     | США              | Hollywood Bowl                   |                  |                  |                  |
| 31 мая 2015      | Лос Анджелес     | США              | Hollywood Bowl                   |                  |                  |                  |
| Европа           |                  |                  |                                  |                  |                  |                  |
| 8 июня 2015      | Лондон           | Англия           | Royal Albert Hall                |                  |                  |                  |
| Северная Америка |                  |                  |                                  |                  |                  |                  |
| 13 июня 2015     | Атлантис         | Багамы           | Imperial Ballroom                |                  |                  |                  |
| 19 июня 2015     | Нью-Йорк         | США              | Radio City Music Hall            |                  |                  |                  |
| 20 июня 2015     | Нью-Йорк         | США              | Radio City Music Hall            |                  |                  |                  |
| 22 июня 2015     | Нью-Йорк         | США              | Radio City Music Hall            |                  |                  |                  |
| 23 июня 2015     | Нью-Йорк         | США              | Radio City Music Hall            |                  |                  |                  |
| 26 июня 2015     | Хайлэнд-Парк     | США              | Ravinia Park                     |                  |                  |                  |
| 27 июня 2015     | Хайлэнд-Парк     | США              | Ravinia Park                     |                  |                  |                  |
| 29 июня 2015     | Уоллингфорд      | США              | Toyota Oakdale Theatre           |                  |                  |                  |
| 30 июня 2015     | Линакс           | США              | Tanglewood                       |                  |                  |                  |
| Европа           |                  |                  |                                  |                  |                  |                  |
| 4 июля 2015      | Монте-Карло      | Монако           | Salle des Étoiles Sporting Club  |                  |                  |                  |
| 6 июля 2015      | Монтрё           | Швейцария        | Auditorium Stravinski            |                  |                  |                  |
| 8 июля 2015      | Копенгаген       | Дания            | Tivoli                           |                  |                  |                  |
| 10 июля 2015     | Роттердам        | Нидерланды       | Rotterdam Ahoy                   |                  |                  |                  |
| 12 июля 2015     | Гент             | Бельгия          | de Bijloke                       |                  |                  |                  |
| 15 июля 2015     | Перуджа          | Италия           | Arena Santa Giuliana             |                  |                  |                  |
| 17 июля 2015     | Палафружель      | Испания          | Jardi Botanic de Cap Roig        |                  |                  |                  |
| Северная Америка |                  |                  |                                  |                  |                  |                  |
| 24 июля 2015     | Атлантик-Сити    | США              | Borgata Event Center             |                  |                  |                  |
| 25 июля 2015     | Бетель           | США              | Bethel Woods Center for the Arts |                  |                  |                  |
| 27 июля 2015     | Рочестер         | США              | Meadow Brook Music Festival      |                  |                  |                  |
| 29 июля 2015     | Атланта          | США              | Chastain Park Amphitheater       |                  |                  |                  |
| 31 июля 2015     | Вашингтон.       | США              | Kennedy Center Concert Hall      |                  |                  |                  |
| 1 августа 2015   | Вашингтон.       | США              | Kennedy Center Concert Hall      |                  |                  |                  |

### Отменённые концерты
| Дата        | Город  | Место проведения  | Причина отмены          |
| ----------- | ------ | ----------------- | ----------------------- |
| 9 июня 2015 | Лондон | Royal Albert Hall | Беннетт заболел гриппом |

### Сборы
| Venue                       | Город        | Проданные билеты / доступные билеты | Валовой доход |
| --------------------------- | ------------ | ----------------------------------- | ------------- |
| The Cosmopolitan            | Лас Вегас    | 4,200 / 4,200                       | $813,675      |
| The AXIS                    | Лас Вегас    | 7,942 / 8,654                       | $1,057,009    |
| Hollywood Bowl              | Лос Анджелес | 33,357 / 34,534                     | $2,671,774    |
| Meadow Brook Music Festival | Рочестер     | 6,738 / 6,738                       | $594,810      |
| ВСЕГО                       | ВСЕГО        | 52,237 / 54,126                     | $5,137,268    |

### Комментарии
1. ↑  Этот концерт прошёл в рамках New Orleans Jazz & Heritage Festival[9]
2. ↑  Этот концерт прошёл в рамках «A Gala Evening in support of WellChild».[10]
3. 1 2  Этот концерт прошёл в рамках Ravinia Festival[11]
4. ↑  Этот концерт был частью Спортивного фестиваля в Монте-Карло[12]
5. ↑  Этот концерт прошёл в рамках Montreux Jazz Festival[13]
6. ↑  Этот концерт прошёл в рамках Copenhagen Jazz Festival[14]
7. ↑  Этот концерт прошёл в рамках North Sea Jazz Festival[15]
8. ↑  Этот концерт прошёл в рамках Gent Jazz Festival[16]
9. ↑  Этот концерт прошёл в рамках Umbria Jazz Festival[17]
10. ↑  Этот концерт прошёл в рамках Festival Jardins de Cap Roig[18]
11. ↑  Live Nation подтвердили, что дата не будет перенесена на другую, так как Гага и Беннетт были заняты другими делами. Фанатам, у которых были билеты на шоу, купленные через Live Nation или Ticketmaster, были возвращены деньги.[19][20]